# Distrito Occidental (Krasnodar)
El distrito Occidental o distrito Západni (del ruso: Западный внутригородской округ) es uno de los cuatro distritos (ókrug) en los que se divide la unidad municipal de la ciudad de Krasnodar del krai de Krasnodar, en Rusia. Tiene una superficie de 22 km² y 177.725 habitantes en 2014.
El distrito se halla en la zona occidental de la ciudad de Krasnodar y es el distrito más pequeño. Limita con los distritos Tsentralni y Prikubanski y con el raión de Tajtamukái de la república de Adigueya a través del río Kubán, cuyo curso bordea el distrito por el sur, que lo separa de Nóvaya Adygueya y Starobzhegokái .
Las principales calles del distrito son Krásni Partizán, Turgéniev, Vtóraya Liniya, Kaliáyev, Skorzhnaya, Kozhevenaya, Babushkina, Sévernaya, Alma-Atinskaya, Minskaya, 70 Aniversario de Octubre, Kalínina y la Avenida Chekistov.

## Historia
El 12 de junio de 1936 como resultado de la división en distritos de la ciudad de Krasnodar se formó el distrito de Kaganóvich, que ocupaba la mayor parte del territorio del distrito actual. En 1940 se escindió el distrito Krasnogvardéiskoye, que en 1955 retornaría al distrito de Kaganóvich, a la vez que se le añadía el distrito Kírovski. El 12 de septiembre de 1957 su nombre fue cambiado por distrito de Lenin. En marzo de 1994 fue rebautizado como ókrug administrativo Occidental, y en marzo de 2004 su denominación fue establecida en su forma actual.

## División administrativa (barrios)
En el distrito se distingue el mikroraión Yubileini (Krasnodar), SJI (Сельскохозяйственный Институт), MJG (Mикрохирургии глаза), Kozhzavod, la ciudad dormitorio Ruberoidni y parte del Festivalni.

## Demografía
| Año  | Población |
| ---- | --------- |
| 2002 | 158 321   |
| 2009 | 160 558   |
| 2010 | 169 021   |
| 2012 | 171 692   |
| 2013 | 174 060   |
| 2014 | 177 725   |

## Composición étnica
De los 158.321 habitantes con que contaba en 2002, el 89.3 % eran rusos, el 4.3 % eran armenios, el 2.2 % eran ucranianos, el 1 % era adigué, el 0.4 % eran bielorrusos, el 0.3% eran tártaros, el 0.3% eran griegos, el 0.1 % eran alemanes, el 0.1 % eran gitanos y el 0.1 % eran turcos.

## Lugares de interés
En el distrito se hallan varios monumentos, como el dedicado a las víctimas de Chernobil, el dedicado al mayor Yevskin (caído en Chechenia), el monumento a los Cosacos Fundadores de la Ciudad, entre otros.

## Religión
La catedral de la Santísima Trinidad y la catedral militar de San Alejandro Nevski, así como las iglesias de la Natividad de Cristo, de san Iliá, del Icono de la Virgen Alivio de todas las Penas y la capilla de Dmitri Solunski.

## Servicios médicos
En el distrito hay 22 establecimientos sanitarios, 8 de los cuales son policlínicas.

## Cultura
El Circo Estatal de Krasnodar tiene su sede en el distrito Západni, así como la Filarmónica de Krasnodar Grigori Ponomarenko y el Coro Cosaco del Kubán. Cabe destacar el Museo de Arte del Krai de Krasnodar F. A. Kovalenko y la sala de cine Avrora.
En el ókrug hay 8 bibliotecas municipales, una Casa de Cultura y cuatro Escuelas de Arte infantiles.

## Transporte
El distrito cuenta con el servicio de los tranvías y trolebuses de la ciudad.

## Galería

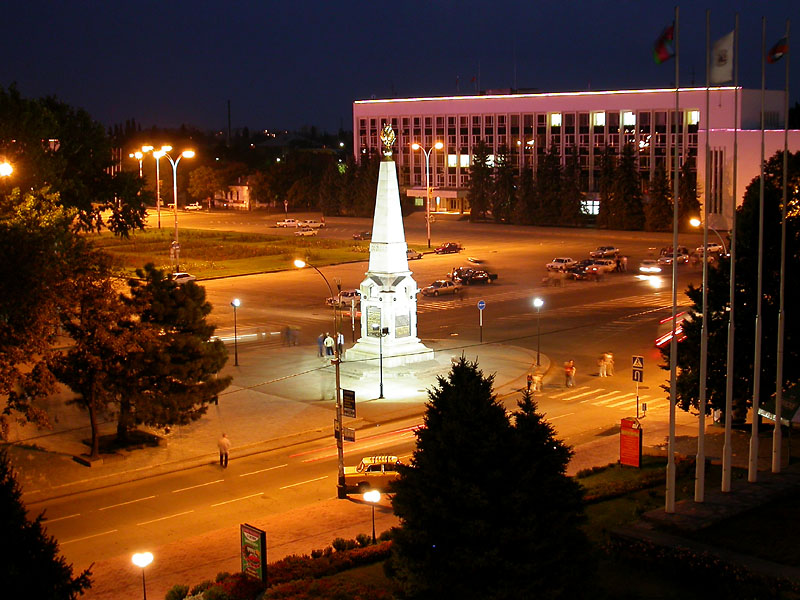
Calle Krásnaya.
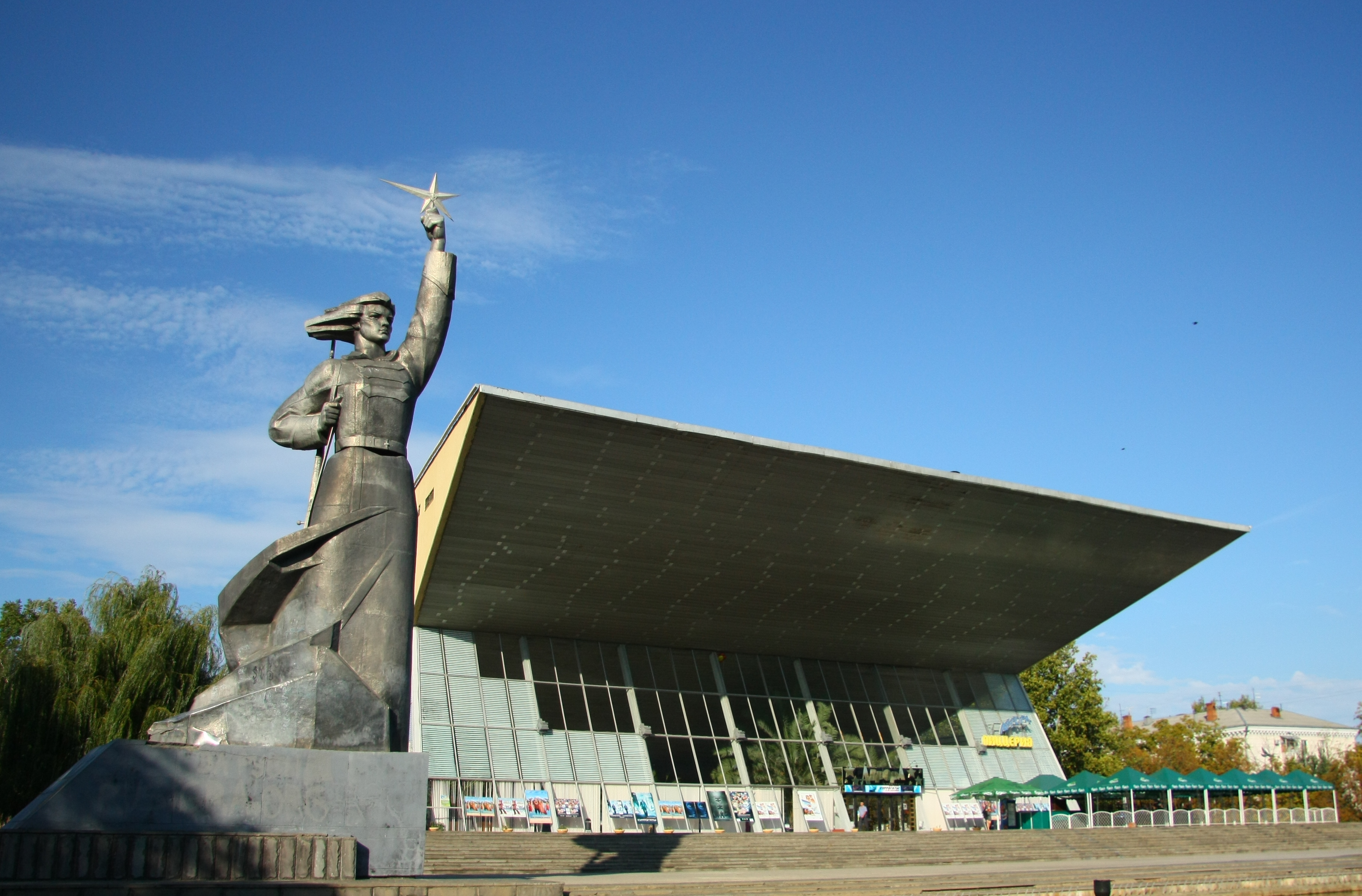
Cine Avrovra.
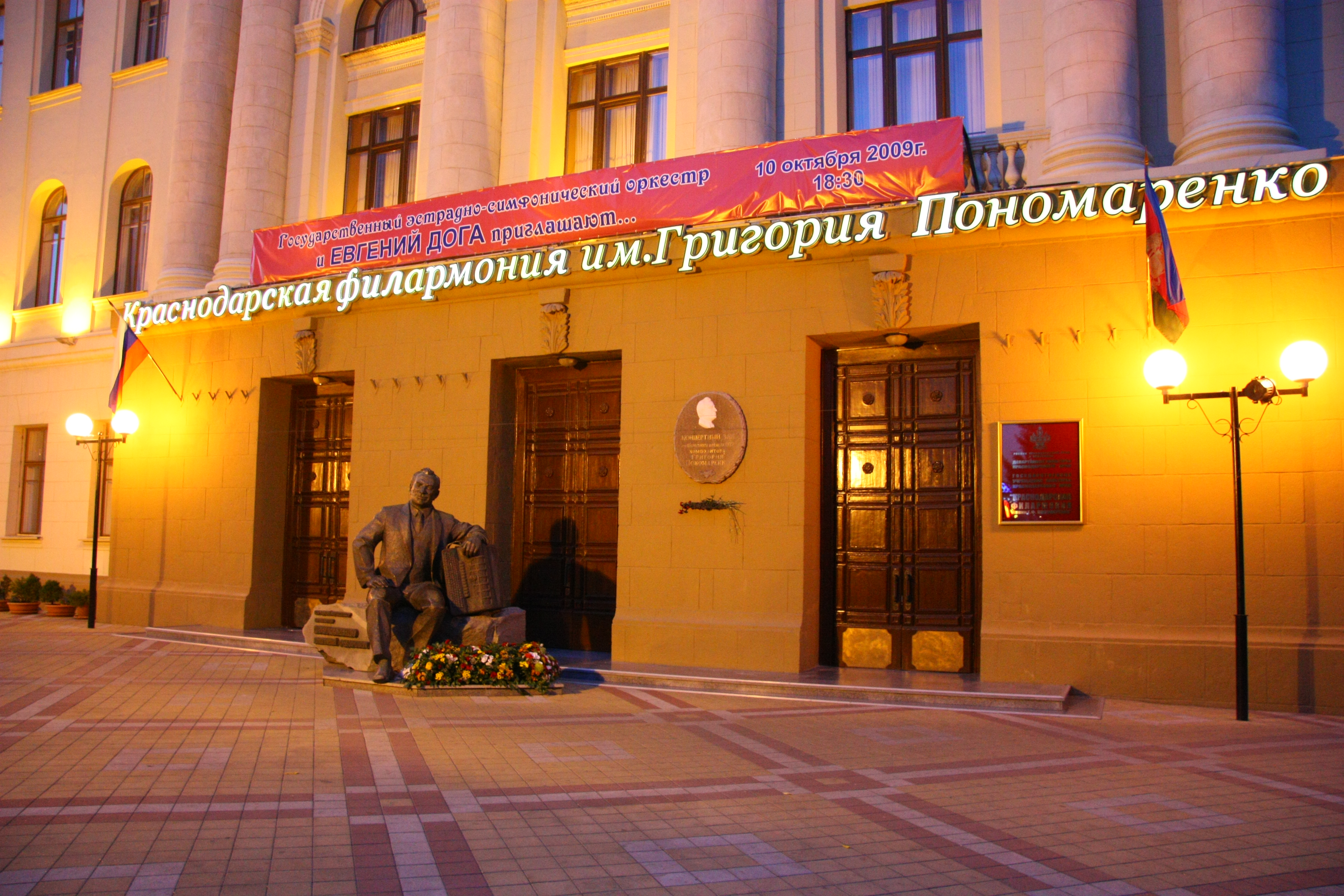
Edificio de la Filarmónica Ponomarenko.
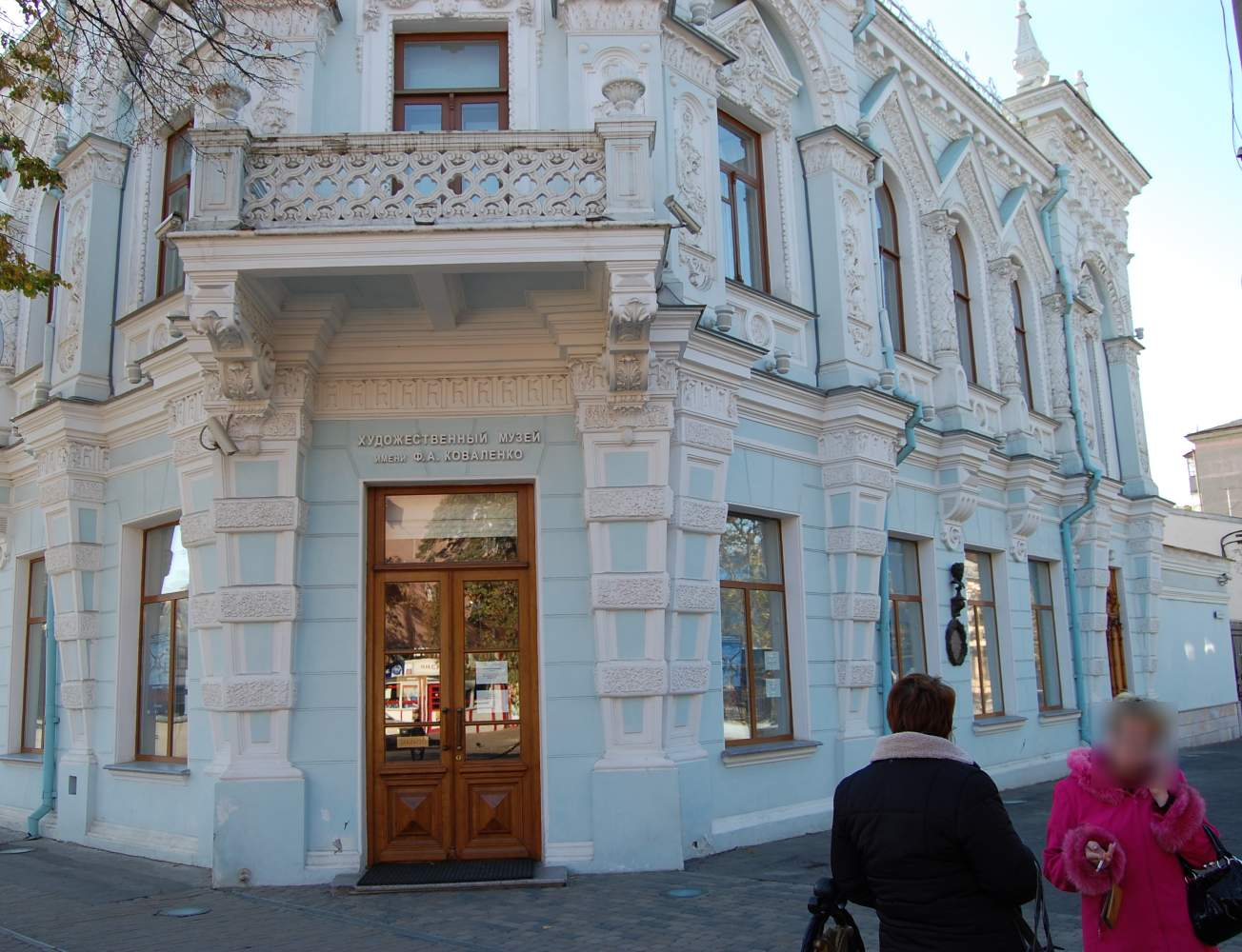
Museo Kovalenko.